# Ophiorrhiza kunstleri
Ophiorrhiza kunstleri är en måreväxtart som beskrevs av George King. Ophiorrhiza kunstleri ingår i släktet Ophiorrhiza och familjen måreväxter. Inga underarter finns listade i Catalogue of Life.